# Aker (entreprise)
Pour les articles homonymes, voir Aker (homonymie).
Aker ASA est une société holding norvégienne regroupant des activités dans les domaines de la pêche, la construction navale et l'ingénierie. La compagnie est cotée à la bourse d'Oslo. Elle est contrôlée par Kjell Inge Røkke qui en possède 66,66 %. Son siège social se situe à Oslo.

## Filiales
En 2008, la branche Aker Yards est devenue STX Europe, une entreprise coréenne spécialisée dans la construction navale. Dans les années 2010, Aker ASA compte Aker Solutions parmi ses filiales.